# 冈山理科大学
岡山理科大學（日語：おかやまりかだいがく，英語：Okayama University of Science），是日本一所位於岡山縣岡山市北區的私立大學。1964年創校，簡稱理大、岡山理大、岡理、岡理大。

## 歷史

### 簡歷
岡山理科大學於1964年（昭和39年）設立，當時設置了理學部。其後，1986年（昭和61年）增設工學部，1997年（平成9年）增設綜合信息學部，2012年（平成24年）增設生物地球學部，逐步擴展學部設置。

### 年表
- 1961年（昭和36年）- 學校法人加計學園設置認可。
- 1962年（昭和37年）- 岡山電機工業高等學校開校。
- 1964年（昭和39年）- 開學。設置理學部（應用數學科、化學科）。岡山電機工業高等學校改稱為岡山理科大學附屬高等學校。
- 1966年（昭和41年）- 理學部增設應用化學科、應用物理學科。
- 1969年（昭和44年）- 理學部增設機械理學科、電子理學科。
- 1971年（昭和46年）- 設置理學專攻科（應用數學專攻、化學專攻、應用化學專攻、應用物理學專攻）。
- 1973年（昭和48年）- 理學專攻科增設機械理學專攻、電子理學專攻。
- 1974年（昭和49年）- 設置研究所理學研究科（化學專攻碩士課程、應用物理學專攻碩士課程）。
- 1975年（昭和50年）- 理學部增設基礎理學科。
- 1976年（昭和51年）- 理學部應用數學科設置數學專攻和資訊專攻。
- 1978年（昭和53年）- 研究所理學研究科設置材質理學專攻博士後期課程。
- 1979年（昭和54年）- 研究所理學研究科增設機械理學專攻碩士課程、電子理學專攻碩士課程。
- 1980年（昭和55年）- 研究所理學研究科增設應用數學專攻碩士課程。理學部應用化學科設置應用化學專攻和環境化學專攻。
- 1982年（昭和57年）- 理學部電子理學科設置電子物性專攻、資訊·系統專攻。
- 1983年（昭和58年）- 研究所理學研究科增設系統科學專攻博士後期課程。
- 1986年（昭和61年）- 設置工學部（應用化學科應用化學專攻·開發化學專攻、機械工學科機械基礎工學專攻·產業機械工學專攻、電子工學科電子工學專攻·資訊·系統專攻）。
- 1987年（昭和62年）- 研究所理學研究科增設應用數學專攻博士後期課程。
- 1988年（昭和63年）- 理學部增設生物化學科。研究所理學研究科增設綜合理學專攻碩士課程。
- 1990年（平成2年）- 設置研究所工學研究科（應用化學專攻碩士課程、機械工學專攻碩士課程、電子工學專攻碩士課程、系統科學專攻博士後期課程）。設置教職特別課程。
- 1992年（平成4年）- 工學部增設資訊工學科。研究所理學研究科增設生物化學專攻碩士課程。廢止理學部的應用化學科、機械理學科、電子理學科以及研究所理學研究科的機械理學專攻碩士課程、電子理學專攻碩士課程、系統科學專攻博士後期課程。
- 1993年（平成5年）- 工學部應用化學科的開發化學專攻改稱為精密化學專攻、機械工學科的產業機械工學專攻改稱為機械系統工學專攻。
- 1996年（平成8年）- 研究所工學研究科增設資訊工學專攻碩士課程。
- 1997年（平成9年）- 設置綜合資訊學部（數理資訊學科、模擬物理學科、生物地球系統學科、社會資訊學科）。
- 1999年（平成11年）- 理學部生物化學科設置生物化學專攻、臨床生物化學專攻。
- 2001年（平成13年）- 工學部增設福祉系統工學科。設置研究所綜合資訊研究科（資訊科學專攻碩士課程、模擬物理專攻碩士課程、生物地球系統專攻碩士課程、社會資訊專攻碩士課程）。工學部應用化學科的精密化學專攻改稱為生物·環境化學專攻、機械工學科改稱為機械系統工學科、綜合資訊學部的數理資訊學科改稱為資訊科學科。
- 2002年（平成14年）- 理學部應用物理學科設置物理科學專攻、醫用科學專攻。綜合資訊學部的模擬物理學科改稱為電腦模擬學科。
- 2003年（平成15年）- 綜合資訊學部社會資訊學科設置地域人間資訊專攻、資訊社會系統專攻。研究所綜合資訊研究科設置數理·環境系統專攻博士後期課程。
- 2004年（平成16年）- 理學部設置臨床生命科學科。
- 2005年（平成17年）- 工學部設置智能機械工學科。研究所工學研究科設置福祉系統工學專攻碩士課程。研究所工學研究科的機械工學專攻碩士課程改稱為機械系統工學專攻碩士課程、研究所綜合資訊研究科模擬物理專攻碩士課程改稱為模擬科學專攻碩士課程。
- 2006年（平成18年）- 工學部的應用化學科改稱為生物·應用化學科。
- 2007年（平成19年）- 工學部設置生體醫工學科。綜合資訊學部設置建築學科。工學部的電子工學科改稱為電氣電子系統工學科。
- 2008年（平成20年）- 理學部設置動物學科。研究所理學研究科設置臨床生命科學專攻碩士課程。
- 2009年（平成21年）- 工學部設置工學專案課程。研究所工學研究科增設智能機械工學專攻碩士課程。
- 2010年（平成22年）- 設置留學生別科。
- 2011年（平成23年）- 綜合資訊學部的建築學科停止招生。工學部設置建築學科。研究所工學研究科設置生體醫工學專攻碩士課程、建築學專攻碩士課程。
- 2012年（平成24年）- 綜合資訊學部的生物地球系統學科停止招生。設置生物地球學部（生物地球學科）。研究所理學研究科設置動物學專攻碩士課程。
- 2015年（平成27年）- 工學部的生體醫工學科改稱為生命醫療工學科。
- 2016年（平成28年）- 設置教育學部（初等教育學科、中等教育學科國語教育課程·英語教育課程）。理學部應用物理學科醫用科學專攻改稱為臨床工學專攻。研究所綜合資訊研究科的生物地球系統專攻碩士課程停止招生，設置研究所生物地球科學研究科生物地球科學專攻碩士課程。
- 2017年（平成29年）- 設置經營學部（經營學科）。綜合資訊學部的社會資訊學科停止招生。
- 2018年（平成30年）- 在愛媛縣今治市設置獸醫學部[1]（獸醫學科、獸醫保健護理學科）。
- 2021年（令和3年）- 設置研究所管理研究科管理專攻碩士課程。研究所綜合資訊研究科的社會資訊專攻碩士課程停止招生。
- 2022年（令和4年）- 設置資訊理工學部（資訊理工學科）。設置生命科學部（生物科學科）[2][3]。理學部的應用物理學科改稱為物理學科。設置可修讀岡山校區開設的所有學部·學科任何課程的主動學習者課程。
- 2025年（令和7年）- 預定新設生命科學部 醫療技術學科、生物地球學部的生物地球學科恐龍·古生物學課程改組為恐龍學科、資訊理工學部 通信教育課程資訊科學科（均為暫定名稱）。理學部臨床生命科學科、工學部生命醫療工學科停止招生。

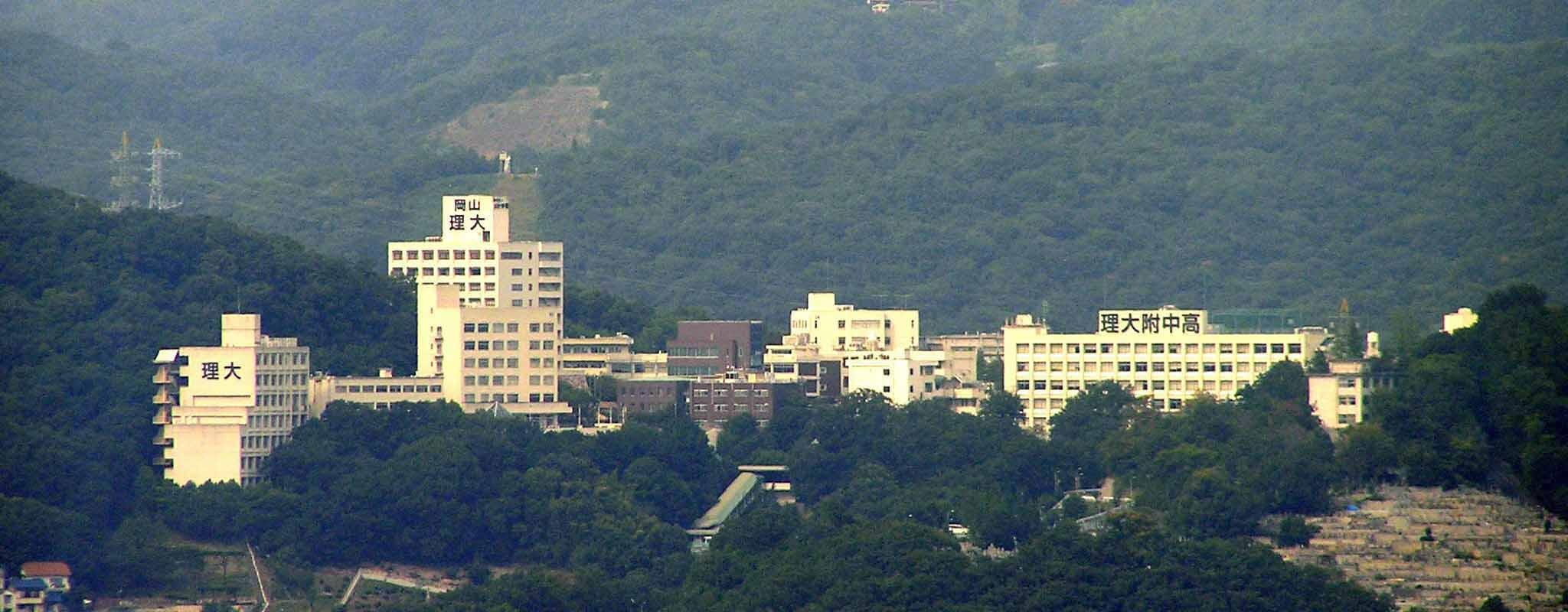
山腰的校舍

## 冈山理科大学有关人物表
- 高橋信介 - 物理学家、弘前大学助教授
- 鈴木章 - 元教授、化学家、北海道大学名誉教授、2010年诺贝尔化学奖获得者
- 森川亮 - 物理学者、山形大学理工学研究科学習サポート室客員准教授
- 重広恒夫 - 登山家
- 鈴木裕 - 世嘉公司的游戏开发者
- 三瀬幸司 - 中日龙球队投手
- 村上正明 - 演员
- 川嶋哲郎 - 萨克斯乐手

## 附属学校
- 岡山理科大学附属中学/高中（岡山県岡山市北区）

## 交通
- 從岡山驛乘坐JR津山線法界院駅需要3分鐘（140日圓），徒歩25分鐘。
- 從JR岡山駅西口乘坐岡電バス岡山理科大学行き（循環）需要20分鐘（200日圓）。
- 從JR岡山驛東口乘坐岡電バス理大東門行き需要30分鐘（200日圓）。
- 從JR岡山驛東口乘坐岡電バス三野行き、或者宇野バス美作線在「植物園口」バス下站（150日圓）再步行20分鐘。

## 外部連結
- 岡山理科大学 （页面存档备份，存于）